# Melanotus similis
Melanotus similis là một loài bọ cánh cứng trong họ Elateridae. Loài này được Kirby miêu tả khoa học năm 1837.